# Haagen Ringnes
Haagen Ringnes (10 de agosto de 1928 – 23 de abril de 2008) fue un escritor, periodista y presentador noruego.

## Biografía
Nacido en Noruega, su nombre completo era Haagen Bergh Ringnes, y era hijo del pianista y músico Inge Rolf Ringnes. Tras superar el examen artium en 1946, fue marinero en el extranjero, y consiguió el grado académico de candidatus magisterii en 1955. Trabajó para la agencia de noticias Associated Press desde 1956 a 1959. Fue periodista radiofónico de la Norsk Rikskringkasting a partir de 1959, y trabajó para la televisión a partir de 1962. Transferido al departamento social y cultural entre 1988 y 1996, Ringnes participó en los programas Pan, I bokhylla, Her og nå! (1969–70), Tanker om tvil og tro, Livssyn uten kirke, I solkorsets tegn (1981) y Der og da.
Escribió varios libros basados en su trabajo periodístico, como Alltid på en søndag. Seksti søndagsposter. Radiokåserier i utvalg, con Johan Borgen (1968), Tanker om tvil og tro: Ni fjernsynsintervjuer (1969), I skyggen av solkorset: Notater fra en fjernsynsserie (1981), Johan Borgen, har vi ham nå? (1993), Samtaler med dronningen (1997) y Reflekser i trylleglass:  Stemmer fra vårt århundre (1998). Además, fue editor de la revista Filologen.
Fue recompensado con el premio Humanistprisen en 1995. Haagen Ringnes falleció en Noruega en 2008.